# Acitheca
Acitheca — рід грибів родини Gymnoascaceae. Назва вперше опублікована 1985 року.

## Класифікація
До роду Acitheca відносять 1 вид:
- Acitheca purpurea